# Baarle-Nassau
Baarle-Nassau (anhörenⓘ) ist eine niederländische Gemeinde in den Kempen in der Provinz Noord-Brabant mit 7205 Einwohnern (Stand 1. Januar 2025).

Der Grenzverlauf zwischen Belgien und den Niederlanden bei Baarle-Hertog

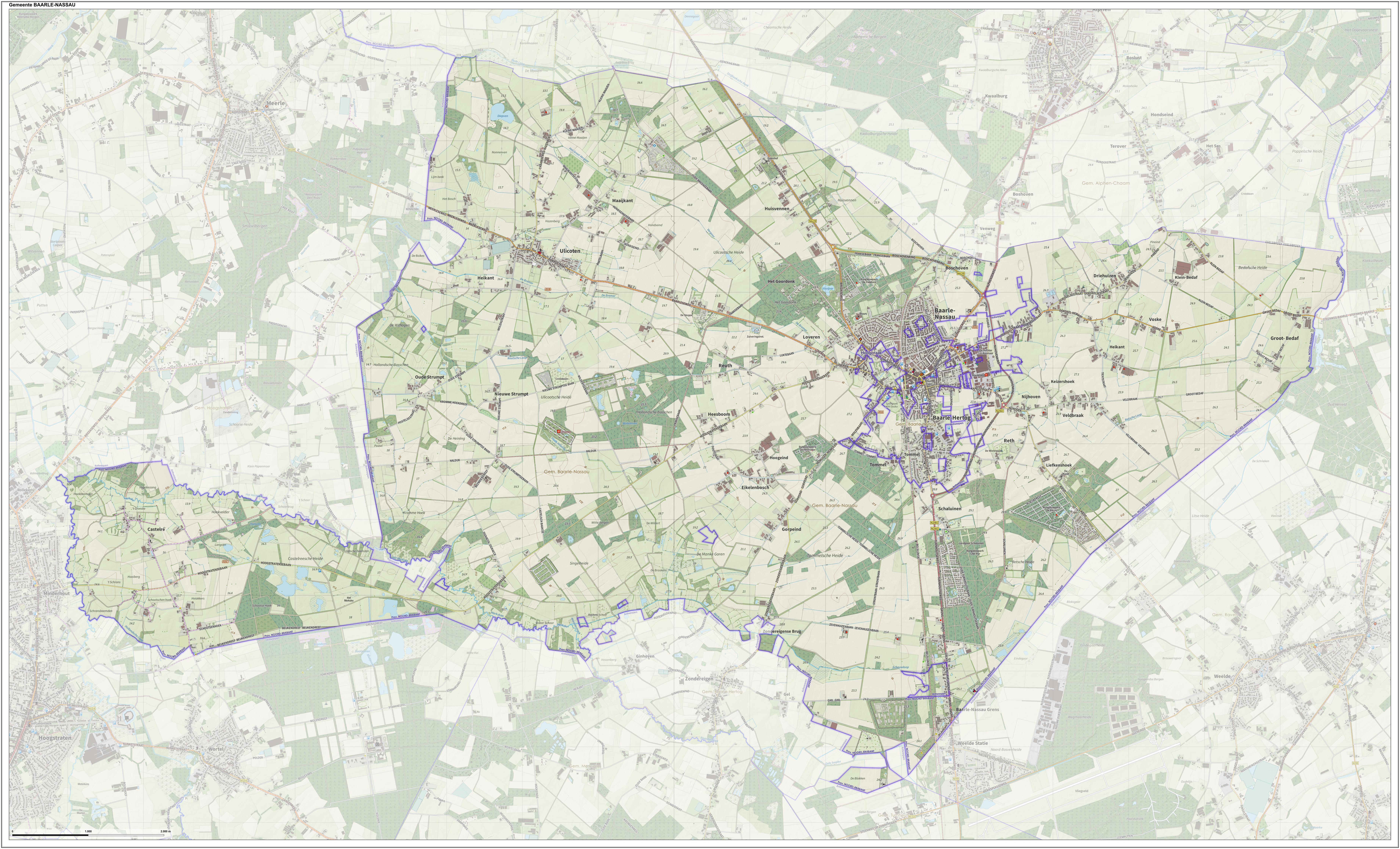
Topografische Karte der Gemeinde Baarle-Nassau

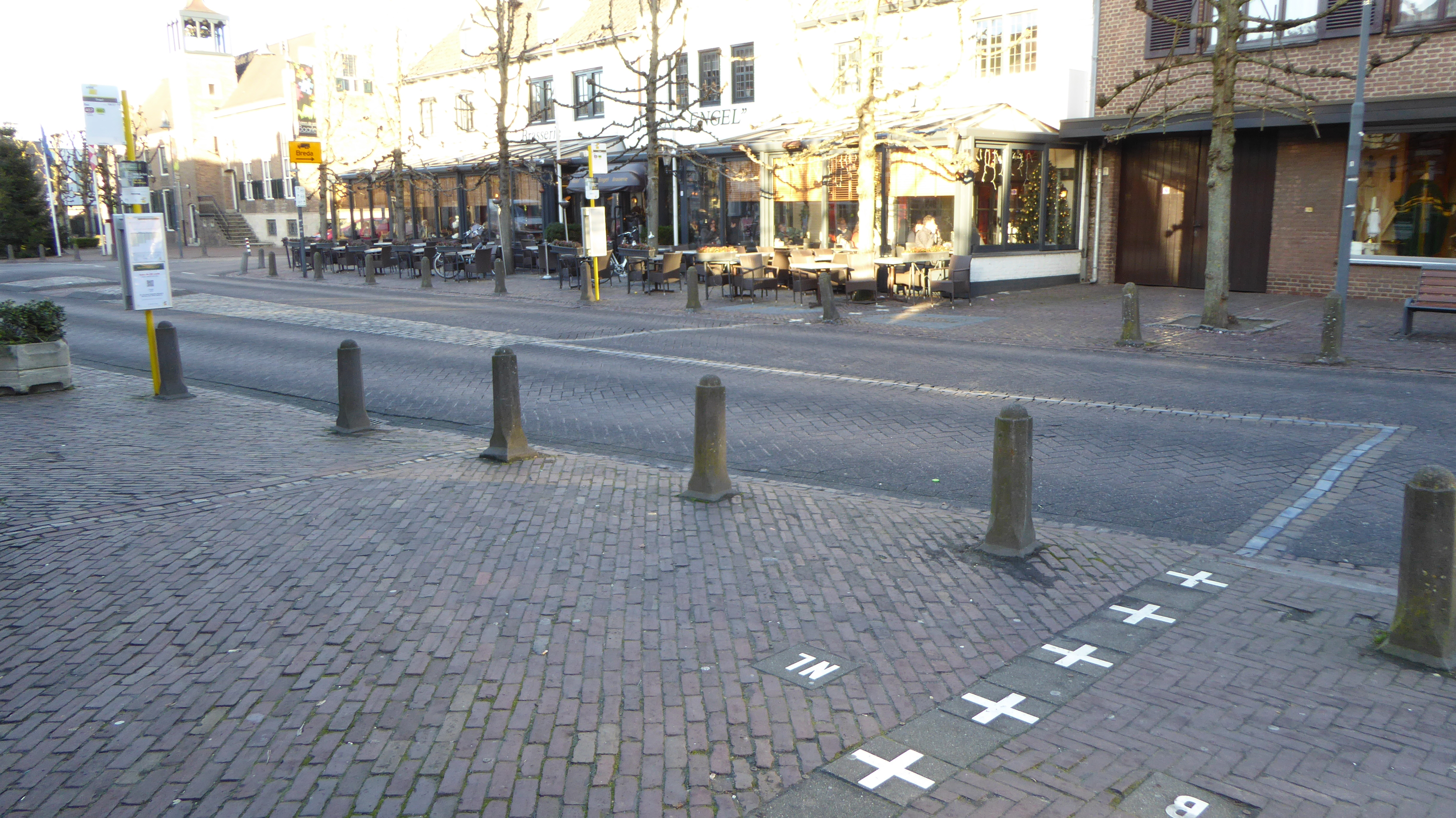
Grenzverlauf zwischen Baarle-Nassau und Baarle-Hertog auf der Straße Singel

## Geschichte
Baarle wird in einer Schenkungsurkunde der Abtei Thorn aus dem Jahre 992 erstmals urkundlich erwähnt.

## Komplizierter Grenzverlauf
Baarle-Nassau ist bekannt für den komplizierten Grenzverlauf zur belgischen Gemeinde Baarle-Hertog.
Die Staatsgrenze verläuft teilweise mitten durch Wohnhäuser und öffentliche Gebäude. Es gibt zahlreiche Enklaven und sogar Unterenklaven.
Die komplizierte Grenzbeziehung entstand aufgrund von mittelalterlichen Verträgen, Vereinbarungen und Gebietsaustauschen zwischen dem Herrscher von Breda und dem Herzog von Brabant. Diese Gebietsverteilungen wurden mit dem Vertrag von Maastricht 1843 ratifiziert und genauer definiert.
Es gab eine Zeit, in der nach niederländischen Gesetzen Restaurants früher schließen mussten als die belgischen. Für einige Restaurants auf der Grenze hieß dies, dass die Gäste nur den Tisch wechseln mussten.

## Politik
Bei der Kommunalwahl im Jahre 2018 konnte die Lokalpartei BAARLE! mit fast 40 % der Stimmen den Sieg einfahren. Diese bilden zusammen mit Keerpunt ’98 die Koalition.
2022 trat Keerpunt ’98 nicht an, BAARLE! wurde mit knapperem Vorsprung wieder meistgewählte Gruppe.

### Gemeinderat
Der Gemeinderat wird seit 1982 folgendermaßen gebildet:
| Partei                         | Sitze | Sitze | Sitze | Sitze | Sitze | Sitze | Sitze | Sitze | Sitze | Sitze | Sitze |
| Partei                         | 1982  | 1986  | 1990  | 1994  | 1998  | 2002  | 2006  | 2010  | 2014  | 2018  | 2022  |
| ------------------------------ | ----- | ----- | ----- | ----- | ----- | ----- | ----- | ----- | ----- | ----- | ----- |
| BAARLE!                        | –     | –     | –     | –     | –     | –     | –     | –     | 3     | 5     | 4     |
| CDA                            | 1     | 2     | 2     | 4     | 5     | 5     | 5     | 5     | 4     | 2     | 4     |
| Agrarisch & Gemeenschapsbelang | 4     | 4     | 3     | 4     | –     | –     | –     | –     | –     | –     | –     |
| Vooruitstrevende Partij Baarle | 3     | 2     | 3     | 4     | 3     | 2     | 2     | 2     | 2     | 1     | 3     |
| Fractie Ulicoten               | 2     | 2     | 2     | 2     | 3     | 2     | 2     | 1     | 2     | 2     | 2     |
| Keerpunt ’98                   | –     | –     | –     | –     | 1     | 3     | 3     | 4     | 2     | 3     | –     |
| VVD                            | 1     | 1     | 1     | 1     | 1     | 1     | 1     | 1     | 0     | –     | –     |
| Gesamt                         | 11    | 11    | 11    | 11    | 13    | 13    | 13    | 13    | 13    | 13    | 13    |

 a
Anmerkungen

### Kollegium von Bürgermeister und Beigeordneten
Folgende Personen gehören zum College van burgemeester en wethouders der Gemeinde Baarle-Nassau:
Bürgermeisterin
- Marjon de Hoon-Veelenturf (CDA; Amtsantritt: 1. Juni 2015)

Beigeordnete
- Hans van Tilborg (BAARLE!)
- Nico Sommen (Keerpunt ’98)

Gemeindesekretär
- Hans Slagboom

## Persönlichkeiten
- Cornelius Aarts (1941–2008), Fußballspieler
- Jacques Frijters (* 1947), Radrennfahrer